# Harold Fraser
Harold William Fraser (26 de outubro de 1872 — 4 de janeiro de 1945) foi um golfista norte-americano que representou os Estados Unidos no golfe nos Jogos Olímpicos de Verão de 1904 conquistando a medalha de bronze por equipes. Na competição individual, terminou em vigésimo nono na qualificação e foi eliminado na primeira rodada do jogo por buraco.